# 젠화구

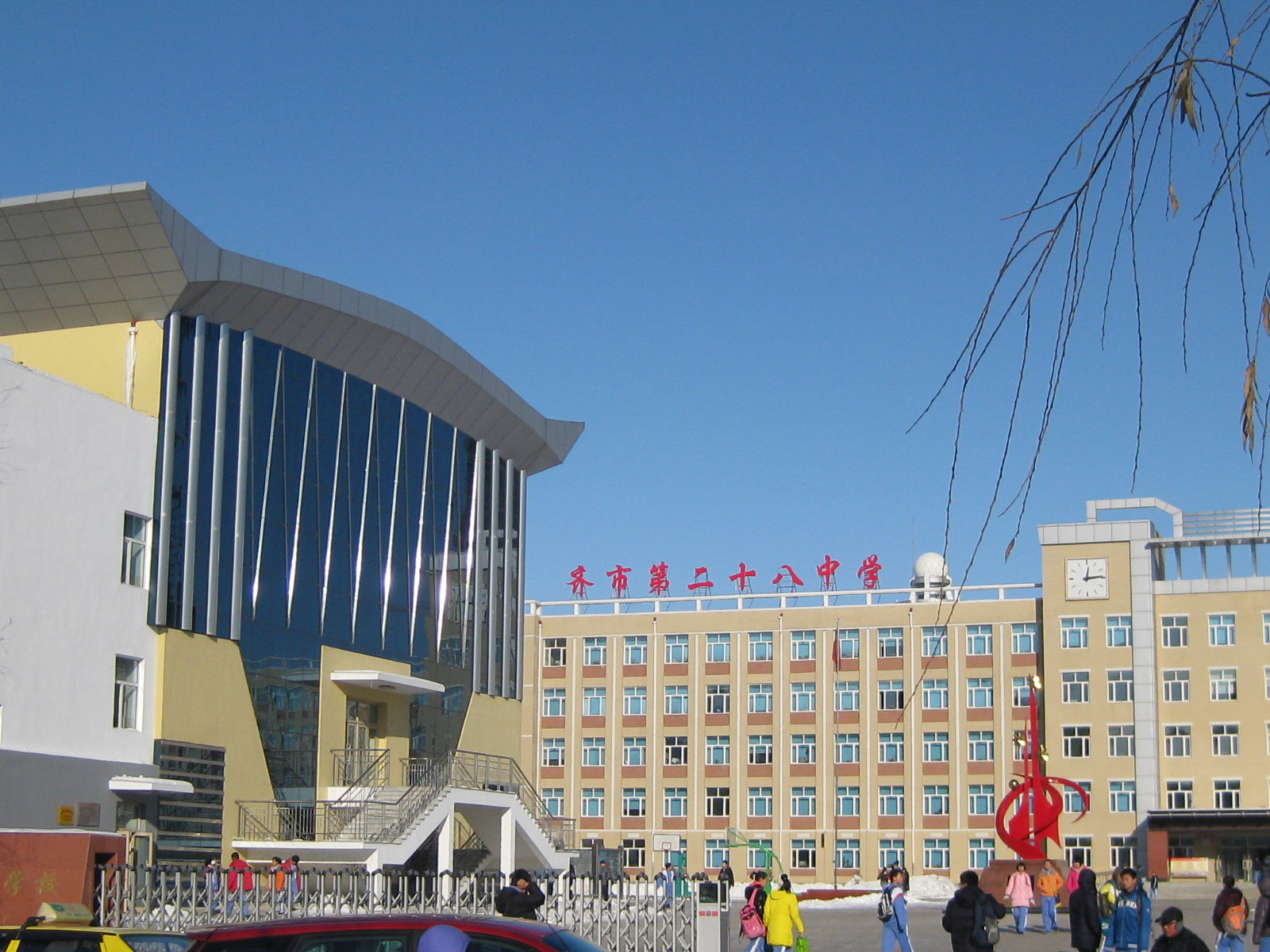

젠화구(한국어: 건화구, 중국어: 建华区, 병음: Jiànhuá Qū)는 중화인민공화국 헤이룽장성 치치하얼 시의 행정구역이다. 넓이는 81km2이고, 인구는 2007년 기준으로 240,000명이다.

## 행정 구역
5개 가도를 관할한다.
- 가도: 中华街道, 西大桥街道, 卜奎街道, 建设街道, 文化街道.